# Andrena longiceps
Andrena longiceps är en biart som beskrevs av Morawitz 1895. Andrena longiceps ingår i släktet sandbin, och familjen grävbin. Inga underarter finns listade i Catalogue of Life.